# Hilkka Rantaseppä-Helenius
Hilkka Rantaseppä-Helenius, née en 1925 et morte le 7 mai 1975 à Paimio, est une astronome finlandaise.

## Biographie
Rantaseppä-Helenius commence à étudier les mathématiques dans l'espoir de devenir enseignante. L'astronome finlandais Yrjö Väisälä l'inspire à devenir astronome. Helenius, en tant que fille d'agriculteur, fait partie des rares astronomes chanceux qui ont le privilège de disposer d'un observatoire dans leur propre corral.
Rantaseppä-Helenius travaille sur l'observation de planètes mineures. Elle travaille comme assistante à l'Observatoire de Tuorla de 1956 à 1962. En 1962, elle devient observatrice lorsqu'un poste se libère. Elle reste observatrice jusqu'en 1975. Elle participe également à la construction de l'Observatoire de Kevola, à Paimio, par Tähtitieteellis-optillinen seura (Société d'astronomie et d'optique) sur sa propre propriété en 1963.
Rantaseppä-Helenius meurt le 7 mai 1975, à 50 ans, dans un accident à Paimio.

## Honneurs
L'astéroïde de la famille de Flore (1530) Rantaseppä a été nommé en son honneur.